# Ivan Möller
Ivan Mauritz Möller, född 12 februari 1884 i Göteborg, död där 31 juli 1972, var en svensk friidrottare (sprint- och häcklöpning samt hopp). Han tävlade för IS Lyckans Soldater fram t.o.m. 1906, därefter för Örgryte IS. 
Han hade det svenska rekordet på 110 meter häck 1911 till 1912. Han vann SM-guld i 
- höjdhopp (med och utan ansats) 1909
- 110 meter häck åren 1910, 1911 och 1912
- 200 meter 1911
- stafett 4x100 meter 1907, 1909, 1910, 1911 och 1912.

Vid OS i Stockholm 1912 var han med i det svenska laget som tog silvermedalj på 4x100 meter (de andra var Thure Persson, Charles Luther och Knut Lindberg). Han deltog även på 100 meter och 200 meter individuellt (utslagen i semifinal i bägge grenarna).
Han utsågs 1928 retroaktivt till Stor Grabb nummer 17 i friidrott.
Ivan Möller är begravd på Östra kyrkogården i Göteborg.